# Casa de Aurélio Buarque de Holanda
A Casa natal de Aurélio Buarque de Holanda está localizado na cidade de Passo de Camaragibe, no estado de Alagoas.

## Tombamento
Trata-se de um patrimônio histórico tombado pela Secretaria de Estado da Cultura - SECULT-AL por meio do Decreto Nº 5.976, de 03/05/2010.

## Histórico
Aurélio Buarque de Holanda nasceu em Passo de Camaragibe no dia 3 de maio de 1910. Filho do comerciante Manuel Hermelindo Ferreira, e de Maria Buarque Cavalcanti Ferreira, Aurélio viveu na casa até a família se mudar para Porto de Pedras, local onde passou parte da sua infância até se mudar novamente, aos 14 anos, para Maceió, onde estudou no Liceu Alagoano. Formou-se em direito pela Faculdade de Direito do Recife em 1936 e escreveu diversos artigos contos e crônicas na imprensa carioca.
Além de ter lecionado em diversas instituições, participou de várias associações e grupos como Associação Brasileira de Escritores na seção do Rio de Janeiro (de 1944 a 1949), da Academia Brasileira de Filologia, do Pen Clube do Brasil, da Comissão Nacional do Folclore, da Academia Alagoana de Letras, do Instituto Histórico e Geográfico de Alagoas, e da Hispanic Society of America. Também foi eleito como imortal da Academia Brasileira de Letras em 4 de maio de 1961, ocupando a cadeira 30 na sucessão de Antônio Austregésilo e recebido pelo Acadêmico Rodrigo Octavio Filho em 18 de dezembro de 1961.
Seu maior trabalho como lexicógrafo foi a criação do Dicionário Aurélio, muito usado e disseminado no Brasil.